# Țifra
Țifra (en húngaro: Cifrafogadó) es un pueblo del municipio de Aiud, en el transilvano distrito de Alba de Rumanía. Tenía 108 habitantes en 2011.

## Geografía
La localidad se halla junto a la desembocadura del Gârbova en la orilla derecha del Mureș.

## Historia
La localidad no aparece en el Josephinische Landesaufnahme (1769-1773), aparece únicamente a partir de 1913. Țifra, anteriormente parte de Gârbova de Jos, se convirtió en un asentamiento aparte con alrededor de 116 habitantes en 1956. En ese momento pertenecía a la provincia de Cluj. 
En 1966, 157 de sus 161 habitantes eran rumanos y 4 húngaros. En 1977 tenía 187 residentes rumanos. En 1992, 115 de sus 116 habitantes eran rumanos y 1 húngaro, y en el momento del censo de 2002, 148 de sus 149 habitantes eran rumanos y 1 húngaro].
En 2013, el ayuntamiento de Aiud aprobó un estudio de viabilidad para la instalación de una red de agua potable en el pueblo.